# Meixide
Meixide é uma povoação portuguesa do Município de Montalegre que foi sede da extinta Freguesia de Meixide, freguesia que tinha 12,17 km² de área e 88 habitantes (2011), e, por isso, uma densidade populacional de 7,2 hab/km².
A Freguesia de Meixide foi extinta (agregada) pela reorganização administrativa de 2012/2013, tendo o seu território sido agregado ao da Freguesia de Vilar de Perdizes para criar a União de Freguesias de Vilar de Perdizes e Meixide.

## População
| Número de habitantes | Número de habitantes | Número de habitantes | Número de habitantes | Número de habitantes | Número de habitantes | Número de habitantes | Número de habitantes | Número de habitantes | Número de habitantes | Número de habitantes | Número de habitantes | Número de habitantes | Número de habitantes | Número de habitantes |
| -------------------- | -------------------- | -------------------- | -------------------- | -------------------- | -------------------- | -------------------- | -------------------- | -------------------- | -------------------- | -------------------- | -------------------- | -------------------- | -------------------- | -------------------- |
| 1864                 | 1878                 | 1890                 | 1900                 | 1911                 | 1920                 | 1930                 | 1940                 | 1950                 | 1960                 | 1970                 | 1981                 | 1991                 | 2001                 | 2011                 |
| 206                  | 229                  | 244                  | 232                  | 222                  | 222                  | 240                  | 267                  | 275                  | 282                  | 235                  | 174                  | 127                  | 127                  | 88                   |

(Obs.: Número de habitantes "residentes", ou seja, que tinham a residência oficial neste concelho à data em que os censos  se realizaram.)

## Patrimómio
- Igreja Matriz de Meixide.